# ایان برنان (بازیکن فوتبال)
ایان برنان (انگلیسی: Ian Brennan؛ زادهٔ ۲۵ مارس ۱۹۵۳) بازیکن فوتبال اهل بریتانیا است.
از باشگاه‌هایی که در آن بازی کرده‌است می‌توان به باشگاه فوتبال بولتون واندررز و باشگاه فوتبال برنلی اشاره کرد.